# 안성 (1344년)
안성(安省, 1344년 ∼ 1421년)은 고려 말 조선 초의 문신이다. 본관은 광주(廣州). 초명은 안소목(安少目). 자는 습지(習之)‧일삼(日三), 호는 설천(雪泉)‧천곡(泉谷)이다.
고려 우왕 초 생원에 합격하고, 1380년(우왕 6) 식년문과에 동진사(同進事)로 급제하여 보문각직학사(寶文閣直學士)를 거쳐 상주판관이 되었다.
1411년(태종 11) 참지의정부사(參知議政府事)로 정조사(正朝使)가 되어 명나라에 다녀와 1413년 사헌부 대사헌을 지냈다.
1419년(세종 1) 개성 유후사 유후(留後)에 제수되었다. 1421년 안성(安省)이 졸하니, 조회를 3일 동안 폐하고, 종이 70권을 부의로 내리고, 시호를 사간(思簡)이라고 내렸으니, 그전 과실을 뉘우치는 것을 사(思)라 하고, 평이(平易)하여 남을 헐뜯지 않은 것을 간(簡)이라 하였다.